# Quentin Mouron

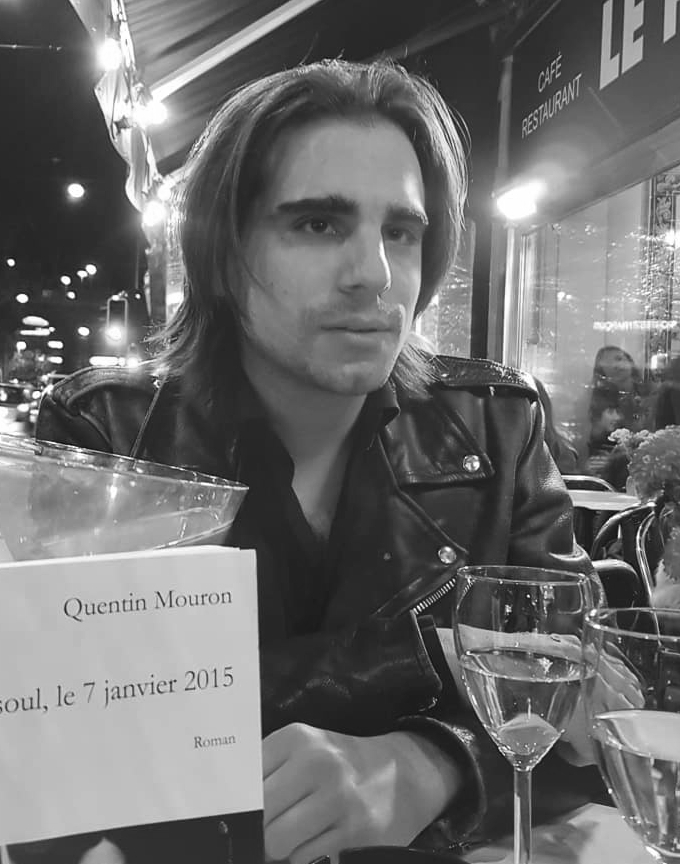
Quentin Mouron

Quentin Mouron (geboren 29. Juli 1989 in Lausanne) ist ein Schweizer Schriftsteller.

## Leben
Quentin Mouron ist ein Sohn des Schweizer Künstlers Didier Mouron. Die Familie lebte zeitweise in Kanada, wo er im Dorf Notre-Dame-de-la-Merci in der Provinz Quebec aufwuchs.
Mouron arbeitet für verschiedene Schweizer Zeitungen und fürs Fernsehen. Er legte 2011 seinen ersten Roman Au point d'effusion des égouts vor, für den er 2012 den Prix Alpes-Jura der Association des écrivains de langue française der Schweiz erhielt.

## Werke
- Au point d’effusion des égouts. Vorwort Pierre Yves Lador. Olivier Morattel, La Chaux-de-Fonds 2011, ISBN 978-2-9700701-5-3
- Notre-Dame-de-la-Merci. Olivier Morattel, La Chaux-de-Fonds 2012, ISBN 978-2-9700701-7-7
  - Übers. Holger Fock, Sabine Müller: Notre-Dame-de-la-Merci. Nachw. Jean-Louis Kuffer. Bilger, Zürich 2016
- La Combustion humaine. Olivier Morattel, La Chaux-de-Fonds 2013, ISBN 978-2-9700825-5-2
- Trois gouttes de sang et un nuage de coke. La Grande Ourse, Paris 2015, ISBN 979-10-91416-36-8
  - Übers. Andrea Stephani, Barbara Heber-Schärer: Drei Tropfen Blut und eine Wolke Kokain. Bilger, Zürich 2017
- L’Âge de l’héroïne. La Grande Ourse, Paris 2016
  - Übers. Andrea Stephani, Barbara Heber-Schärer: Heroïne. Bilger, Zürich 2019
- Vesoul, le 7 janvier 2015, Olivier Morattel Éditeur,  Dole, France 2019, ISBN 978-2-9562349-2-0
  - Übers. Holger Fock, Sabine Müller: Vesoul, 7. Januar 2015. Bilger, Zürich 2020